# Lymania
Genre
Classification phylogénétique
Lymania est un genre de plantes de la famille des Bromeliaceae, endémique de la région de Bahia au Brésil.
Il doit son nom au botaniste suédois Lyman Bradford Smith.

## Espèces
- Lymania alvimii (L.B. Smith & R.W. Read) R.W. Read
- Lymania azurea Leme
- Lymania brachycaulis (E. Morren ex Baker) L.O.F. de Sousa
- Lymania corallina (Brongniart ex Beer) R.W. Read
- Lymania globosa Leme
- Lymania languida Leme
- Lymania marantoides (L.B. Smith) R.W. Read
- Lymania smithii R.W. Read
- Lymania spiculata Leme & Forzza